# Vuelo 074P de Unijet
El 20 de octubre de 2014, el vuelo 074 de Unijet, un avión comercial Dassault Falcon 50 que despegaba del Aeropuerto Internacional de Vnukovo en Moscú, Rusia, se estrelló contra una máquina quitanieves que se había desviado hacia la pista, matando a las cuatro personas a bordo. Entre las víctimas se encontraba el presidente y director ejecutivo de Total, Christophe de Margerie, quien regresaba a París, Francia. 
Se encontró que el conductor del vehículo quitanieves, que resultó herido en la colisión, tenía alcohol en la sangre y posteriormente se declaró culpable de causar la muerte de De Margerie. 

## Aeronave
El Dassault Falcon 50EX con matrícula F-GLSA, número de serie 348, voló por primera vez en 2006 y tenía menos de ocho años.  El avión era propiedad de Sanofi-Aventis Groupe SA pero operado por Unijet, que se especializa en aviación comercial. 

## Accident

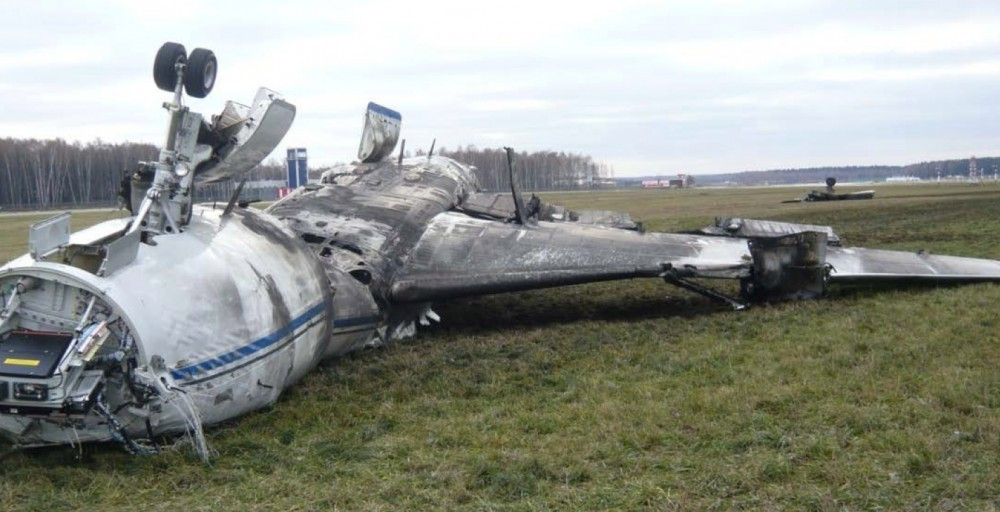
Los restos volcados del F-GLSA

El accidente ocurrió en la oscuridad a las 23:57 hora de Moscú (MSK). Mientras ejecutaba la carrera de despegue del vuelo 074P, el Falcon 50 impactó con su ala derecha y tren de aterrizaje un vehículo quitanieves que ocupaba la pista. El avión volcó y se estrelló en el césped junto a la pista. Se produjo un incendio tras el impacto, pero fue rápidamente extinguido por el equipo de bomberos del aeropuerto. No hubo supervivientes entre las cuatro personas que iban a bordo del avión: dos pilotos, un asistente de vuelo y Margerie, el único pasajero.  

## Investigación y juicio
Al final fueron imputadas cinco personas: el ingeniero jefe del servicio de aeródromo del aeropuerto, Vladimir Ledenev, el conductor de la máquina quitanieves, Vladimir Martynenko, el controlador aéreo, Aleksandr Kruglov, la aprendiz controladora Svetlana Krivsun, y el director de vuelo de Vnukovo, Roman Dunayev.  Martynenko, Ledenev y Krivsun fueron acusados de violar el artículo 263.3 del Código Penal de Rusia (violación de las normas de seguridad en el transporte y los viajes aéreos, que condujo a la muerte por negligencia de dos o más personas).    Hasta mayo de 2016, la investigación continúa sobre el caso de otros tres posibles acusados, el director del turno del aeropuerto de Vnukovo, Sergei Kosik, Vladimir Uzhakov, director de la sucursal del Centro de Control de Tráfico Aéreo de Moscú, y Aleksandr Povaliy, su adjunto. La versión final del escrito de acusación se publicó el 18 de enero de 2016.
En marzo de 2016, cinco compañías de seguros (Berkshire Hathaway International Insurance, Tokio Marine Kiln, Mitsui Sumitomo Insurance Group, Great Lakes Reinsurance y Mapfre) demandaron al aeropuerto por 10 millones de euros para recuperar los pagos realizados a sus clientes en relación con el incidente.El proceso fue suspendido en agosto de 2016 hasta la resolución del proceso penal.
El 7 de julio de 2017, Martynenko y Ledenev fueron condenados a 4 y 3,5 años de prisión respectivamente, tras declararse culpables, y fueron inmediatamente amnistiados. Los cargos contra Dunayev, Kruglov y la controladora aérea Nadezhda Arkhipova fueron trasladados a un caso separado.Los cargos contra Krivsun fueron desestimados a principios de 2016 debido a la "ausencia de acciones penales".El 24 de julio de 2017, el tribunal aceptó una apelación sobre las sentencias de Martynenko y Lebedev presentada por Patrick Vervelle, cuya esposa, la azafata Ruslana, murió en el accidente. Según la legislación rusa, Vervelle es considerada víctima de este delito.La demanda civil de Vervelle contra el aeropuerto no fue aceptada anteriormente por el tribunal.
En enero de 2018, el Tribunal de Arbitraje de Moscú aceptó la demanda de Unijet, la compañía que operaba el avión, contra el Aeropuerto Internacional de Vnukovo y FGUP "Goskorporatsiya po OrVD" (la entidad de control del tráfico aéreo), por 6.700.000 euros en daños y perjuicios.